# Плаццотта, Энцо
Энцо Плаццотта (англ. Enzo Plazzotta; 29 мая 1921, Местре, Венеция, Италия — 12 октября 1981, Лондон) — британский скульптор итальянского происхождения.

## Биография
Учился в Академии Брера в Милане. Однако вступление Италии во Вторую мировую войну прервало его учёбу. Плаццотта вступил добровольцем в полк берсальеров и был отправлен в Северную Африку, где был награждён Серебряной медалью за воинскую доблесть. Вернувшись в Италию, в 1943 году порвал с фашистским режимом Муссолини, дезертировал и ушёл в горы, чтобы основать партизанский отряд. В результате предательства был взят в плен и брошен в тюрьму. После 6 месяцев заключения по пути в концлагерь Маутхаузен, бежал и перебрался в Швейцарию, где занимался налаживанием отношений между партизанами и союзниками. В последние месяцы войны вернулся в Италию, чтобы принять участие в последней борьбе за национальное освобождение.
Окончил Академию Брера. В 1947 году решил поселиться в Лондоне. Сначала работал в качестве художника-портретиста. Позже, основал в Лондоне коммерческое художественное агентство, которое специализировалось на импорте миланского искусства и дизайна. В начале шестидесятых годов занялся скульптурой.
Участник многих художественных выставок.
Активно творил в Лондоне. Автор нескольких памятников, статуй, статуэток и др. Работал, в основном, с бронзой, его мастерство находило глину и воск более близкими по духу, чем камень. В первую очередь известен бронзовые статуэтками, с любовью вылепленными и высоко ценимыми за эстетическое удовлетворение, которое они доставляют своим владельцам.
Умер от рака.

## Галерея

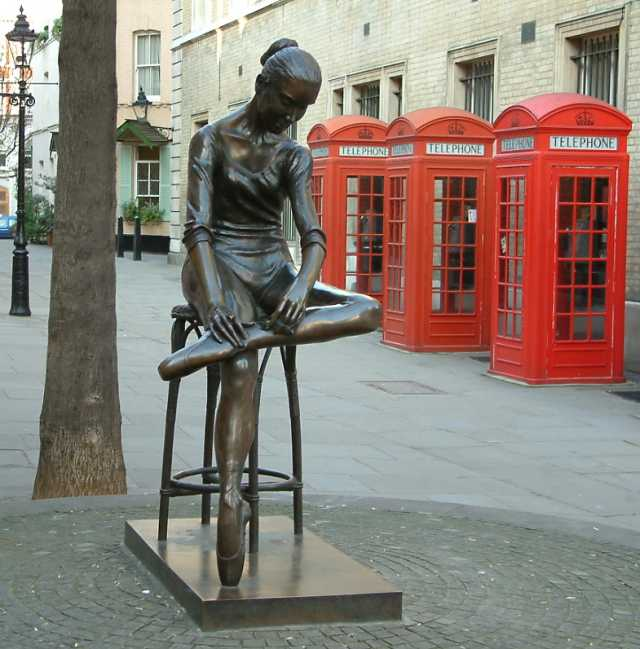
Юная балерина, бронза. Королевский театр Ковент-Гарден
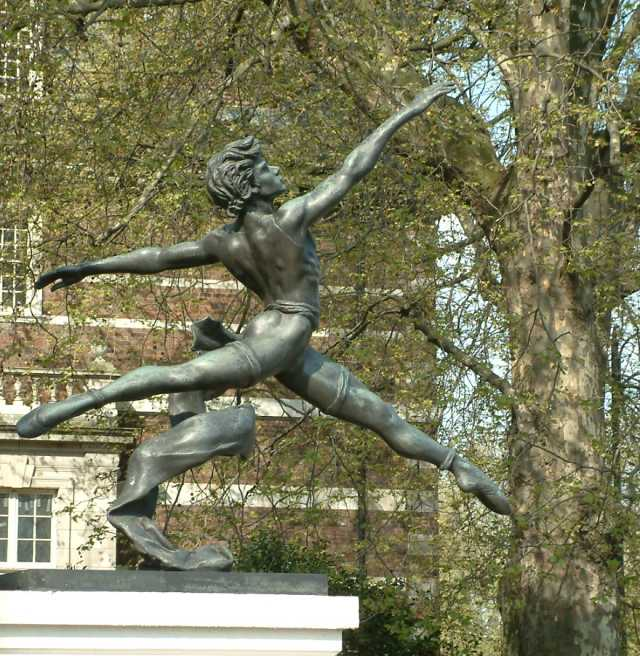
Прыжок, бронза. Миллбанк, Вестминстер, Лондон